# Chaerephon solomonis
Chaerephon solomonis је врста сисара из реда слепих мишева (Chiroptera) и породице Molossidae.

## Распрострањење
Ареал врсте је ограничен на Соломонова острва.

## Угроженост
Ова врста је на Црвеном списку IUCN наведена као угрожена.